# (235281) 2003 UV17
(235281) 2003 UV17 ist ein Asteroid des äußeren Hauptgürtels, der am 18. Oktober 2003 vom französischen Astronomen Bernard Christophe am Observatorium Saint-Sulpice (IAU-Code 947) in Saint-Sulpice, Kanton Noailles entdeckt wurde.
Der Asteroid gehört zur Euphrosyne-Familie, einer Gruppe von Asteroiden, die nach (31) Euphrosyne benannt wurde. Die Umlaufbahn von (235281) 2003 UV17 um die Sonne ist mit mehr als 26° stark gegenüber der Ekliptik des Sonnensystems geneigt, was typisch für Mitglieder der Euphrosyne-Familie ist.
Der mittlere Durchmesser von (235281) 2003 UV17 wurde mithilfe des Wide-Field Infrared Survey Explorers (WISE) mit 5,409 (±0,040) km berechnet, die Albedo mit 0,073 (±0,013).

## Benennung
(235281) 2003 UV17 wurde von Bernard Christophe nach dem US-amerikanischen Science-Fiction-Autor Jack Williamson benannt. Allgemeingültigkeit erhielt die Benennung durch Veröffentlichung der Internationalen Astronomischen Union (IAU) am 18. Februar 2011 unter dem Namen (235281) Jackwilliamson. Ein weiterer nach Jack Williamson benannter Asteroid ist der 1989 entdeckte und 1994 benamte Asteroid des mittleren Hauptgürtels (5516) Jawilliamson.
Mit Mitteilung vom 25. September 2023 wurde die Benennung von der IAU gestrichen, so dass der offizielle Name des Asteroiden wieder (235281) 2003 UV17 lautet.